# I rapinatori del passo
I rapinatori del passo (Fury at Gunsight Pass) è un film del 1956 diretto da Fred F. Sears.
È un film western statunitense con David Brian, Neville Brand e Richard Long.

## Produzione
Il film, diretto da Fred F. Sears su una sceneggiatura e un soggetto di David Lang, fu prodotto da Wallace MacDonald per la Columbia Pictures e girato nel Vasquez Rocks Natural Area Park ad Agua Dulce, California, dal 26 luglio al 6 agosto 1955. Il titolo di lavorazione fu  Law of Gunsight Pass.

## Distribuzione
Il film fu distribuito con il titolo Fury at Gunsight Pass negli Stati Uniti nel febbraio 1956 al cinema dalla Columbia Pictures.
Altre distribuzioni:
- in Giappone il 28 ottobre 1958
- in Italia (I rapinatori del passo)